# Cymbasoma janetae
Cymbasoma janetae is een eenoogkreeftjessoort uit de familie van de Monstrillidae. De wetenschappelijke naam van de soort is voor het eerst geldig gepubliceerd in 2010 door Mageed.